# 韋托格 (康乃狄克州)
韋托格（英語：Weatogue）是位於美國康乃狄克州哈特福縣的一個人口普查指定地區。

## 地理
韋托格的座標為41°50′37″N 72°49′42″W / 41.84361°N 72.82833°W，而該地最高點為海拔高度91米（即300英尺）。

## 人口
根據2010年美國人口普查的數據，韋托格的面積為7.81平方千米，當中陸地面積為7.76平方千米，而水域面積為0.05平方千米。當地共有人口2776人，而人口密度為每平方千米355人。